# Trichopterigia sanguinipunctata
Trichopterigia sanguinipunctata là một loài bướm đêm trong họ Geometridae.